# Yonjūsanman-Wasserfall
Der Yonjūsanman-Wasserfall (japanisch 四十三万滝, Yonjūsanman-taki) ist ein Wasserfall in der japanischen Präfektur Kumamoto. Sein Name bedeutet übersetzt „430.000-Wasserfall“ und soll sich daraus herleiten, dass die Kyushu Daily Newspaper 1934 malerische Orte in der Region nominierte und der Wasserfall dabei 430.000 Leserstimmen erhielt. Der Wasserfall liegt in der Kikuchi-Schlucht. Das Wasser fließt in den Kikuchi und darin weiter bis in die Ariake-See.
Der Yonjūsanman-Wasserfall ist Teil der Top-100-Wasserfälle Japans. Weitere bekannte Wasserfälle in der Präfektur sind der Sugaruga-Wasserfall, der Sendantodoro-Wasserfall und die Kaname-Wasserfälle.